# Vinbergssnäcka
Vinbergssnäcka (Helix pomatia) är ett blötdjur i klassen snäckor vars ursprungliga utbredning omfattar centrala och sydöstra Europa, men som människan, eftersom den är ätlig, har introducerat till många andra områden i Europa.
I Europa har snäckor ätits under lång tid och odling av snäckor är känt sedan romartiden. Idag är vinbergssnäcka i kulinariska sammanhang särskilt känt som en specialitet inom det franska köket i form av escargot de bourgogne, en maträtt där vinbergssnäckorna serveras vitlöksgratinerade i sitt eget skal.
Vinbergssnäckan är Europas största landsnäcka. Djuret självt kan som vuxen ha en kroppslängd på 10 centimeter och skalhöjden kan vara upp till 5 centimeter.
Det svenska namnet på arten anspelar på snäckans ursprungliga miljö i de mellaneuropeiska "vinbergen".
Arten bedöms globalt som livskraftig av Internationella naturvårdsunionen (IUCN).

## Kännetecken
Vinbergssnäckan har ett spiralvridet skal som hos en fullvuxen snäcka har en höjd på 3,8–5 centimeter och fyra eller fem spiralvarv. Skalet är brunaktigt till grågulaktigt i färgen. Skalet ändrar färg efter snäckans ålder, unga individer har ett nötbrunt skal, medan äldre har ett ljusare grågult skal. Skalet ändrar färg allt eftersom snäckan avsätter mer och mer kalk i skalet under sin livstid. Genom att räkna antalet vinterlinjer (dessa linjer markerar uppehållen i tillväxt som sker varje vintern under den period då skalet växer till vuxen storlek) och årsringarna vid skalets mynning som bildas när snäckan som vuxen varje år bildar sitt övervintringslock, kan man räkna ut snäckans ålder. Djuret självt kan nå en kroppslängd på 10 centimeter.
Sällsynta atypiska former på skalet förekommer. Normalt är snäckans skal högervridet, men ungefär en av 20 000 snäckor har ett skal som är vridet åt "fel" håll, det vill säga åt vänster. En sådan snäcka kallas för "sinistral", vilket betyder "vänstervriden". I tyskspråkiga länder kallas dessa snäckor Schneckenkönig, vilket betyder "snäckkung", eftersom de inom folktron ansetts vara kungar över alla andra snäckor med vanliga högervridna skal.
Ytterligare en atypisk skalform är noterad, kallad "scalariform". Denna konformade, långsmala skalform är extremt sällsynt och uppstår då snäckans skal av någon orsak blivit vridet på ett radikalt annorlunda sätt än normalt, så att spiralvarven istället för att ligga tätt lindade om varandra som normalt, istället ligger separerade från varandra, som stegen i en trappan, något som gör att skalet blir mycket högre än normalt. Sådana vinbergssnäckor har låga överlevnadschanser i naturen, men betingar höga priser bland uppfödare av husdjurssnäckor.[källa behövs] Skalformen styrs av recessiva genetiska anlag och tycks vara något vanligare i Tyskland där den dokumenterats sedan 1500-talet.[källa behövs]

## Utbredning

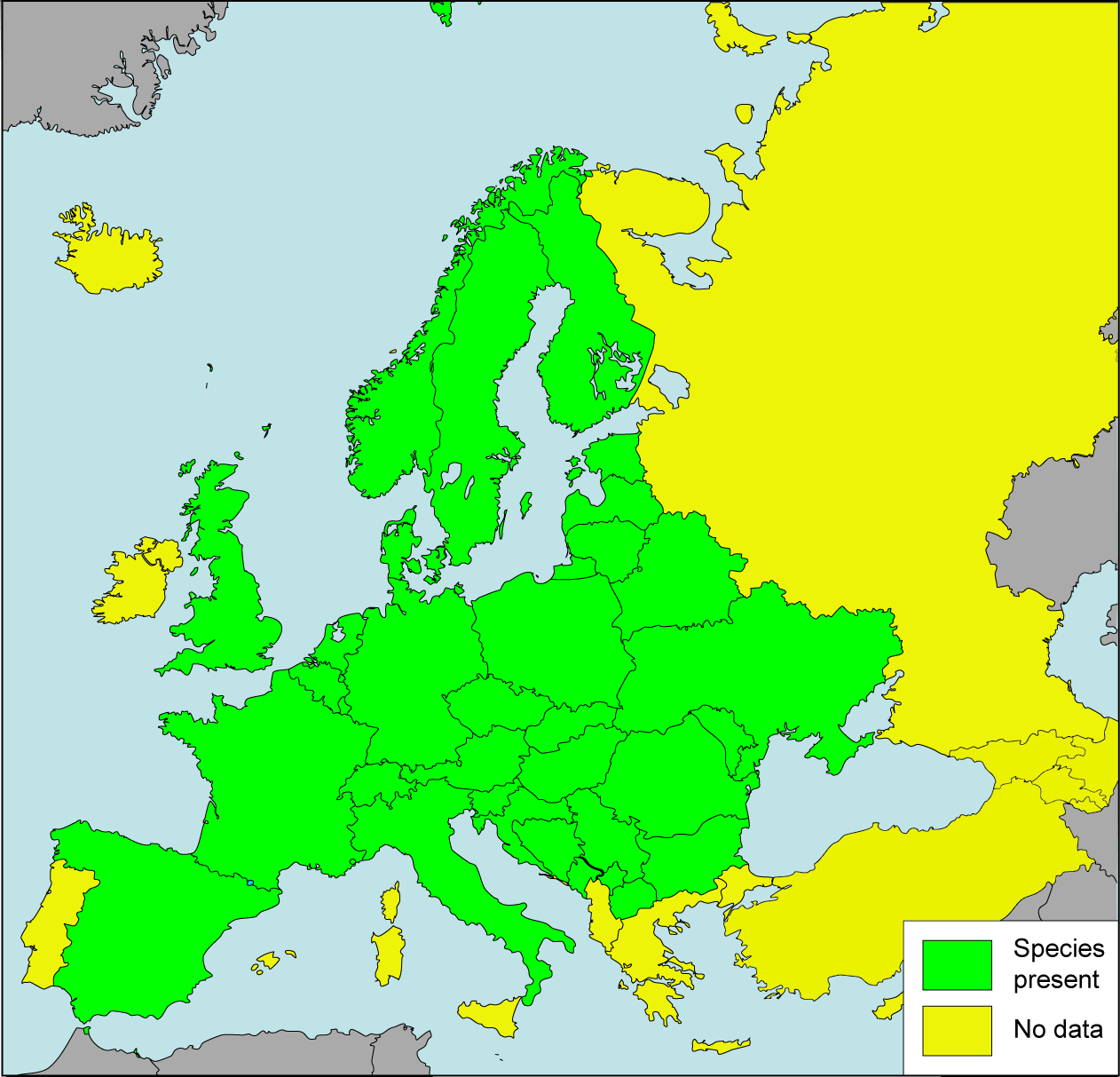
Karta över Europa som visar de länder där vinbergssnäckan förekommer i grönt. Kartan är baserad på uppgifter från Fauna Europaea.

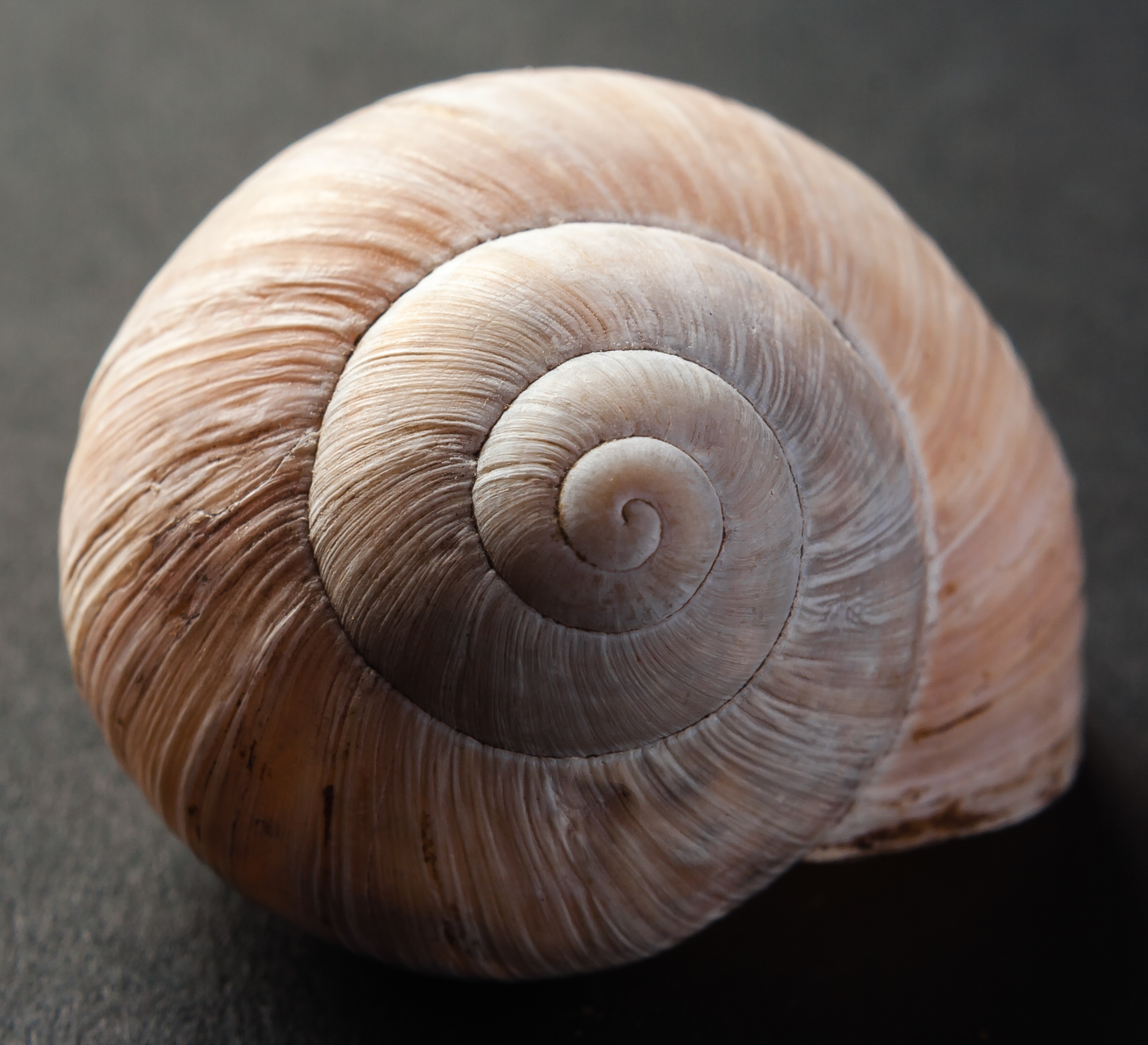
Helix pomatia.

Vinbergssnäckans ursprungliga utbredningsområde omfattar centrala och sydöstra Europa, men med människan har den spridits även till andra områden i Europa och till och med utanför världsdelen (Asien, Amerika).
Enligt Internationella naturvårdsunionen har arten rapporterats från Albanien, Belgien, Bosnien och Hercegovina, Bulgarien, Danmark, Estland, Finland (södra), Frankrike (fastland), Italien (fastland), Kroatien, Lettland Liechtenstein, Litauen, Luxemburg, Moldavien, Montenegro, Nederländerna, Nordmakedonien, Norge (södra), Polen, Rumänien, Ryssland (Kaliningrad), Serbien, Slovakien, Slovenien, Spanien (fastland), Storbritannien (södra och östra), Sverige (södra och mellersta), Schweiz, Tjeckien, Tyskland, Ungern, Ukraina och Österrike.
Till Storbritannien infördes den troligen under den romerska tiden. Till de nordligare delarna av Europa infördes den troligen av munkar redan under tidig medeltid, då snäckorna av den katolska kyrkan räknades som fisk och inte som kött, och därför fick ätas under fastan. I det brittiska köket gick snäckor till exempel länge under namnet wall fish, ”väggfisk”.
I Sverige är vinbergssnäckan kulturspridd och den kan därför återfinnas i och omkring gamla kulturmiljöer, såsom runt kloster, slott och herrgårdar. Den finns främst i de södra och mellersta delarna av landet, inklusive Öland, Gotland, Fårö och Ven. Den är vanligast i Skåne och i östra Sverige omkring Mälardalen, medan den är mer sällsynt i Västsverige. Den har påträffats så långt norrut som i mellersta Dalarna, men annars är den mycket ovanlig i norra Sverige. Arten blev troligen inplanterad i Sverige redan under medeltiden och anses sedan länge vara naturaliserad i landet (före år 1800).

## Ekologi
Vinbergssnäckans föredragna livsmiljöer är låglänta kalkrika marker, eftersom den behöver kalk för att bygga upp sitt skal. Den har dock hittats på upp till 1 830 meters höjd i sitt ursprungsområde. Den trivs i habitat som är fuktiga och som har ett relativt jämnt och milt klimat, såsom öppna lövskogar, varma buskmarker, vingårdar, trädgårdar, parker och häckar. Den trivs inte med kraftiga regn eller direkt solljus och inte heller i områden med sura jordar. Den kan stänga till öppningen till sitt skal genom att utsöndra ett speciellt ämne som stelnar i kontakt med luft så att en täckande hinna, epifragma, bildas över öppningen. Detta lock skyddar snäckan mot uttorkning under övervintringen och då det är mycket torrt om sommaren.
Vinbergssnäckor är växtätare. De söker föda som mest aktivt mellan solnedgången och midnatt och äter ett brett urval av växter och växtdelar som blad, blommor och frukter, gärna kalciumrika sådana, och de använder sin rivtunga, radula, för att skrapa i sig födan.
Snäckorna är hermafroditer, det vill säga en individ är både hane och hona, men för att bli befruktade byter snäckorna spermier med varandra. Vid äggläggningen gräver snäckan delvis ner sig själv i marken och lägger äggen där.
Vinbergssnäckor har i naturen en typisk livslängd på omkring 5 år, men snäckor i fångenskap kan leva i 10 år eller mer. Den äldsta vinbergssnäckan man känner till blev nästan 35 år.
Unga vinbergssnäckor hotas av predatorer som fåglar, paddor och möss. Andra djur som äter snäckor är grävlingar, mullvadar och näbbmöss. Gräsklippare och biltrafik är andra risker för snäckorna. 

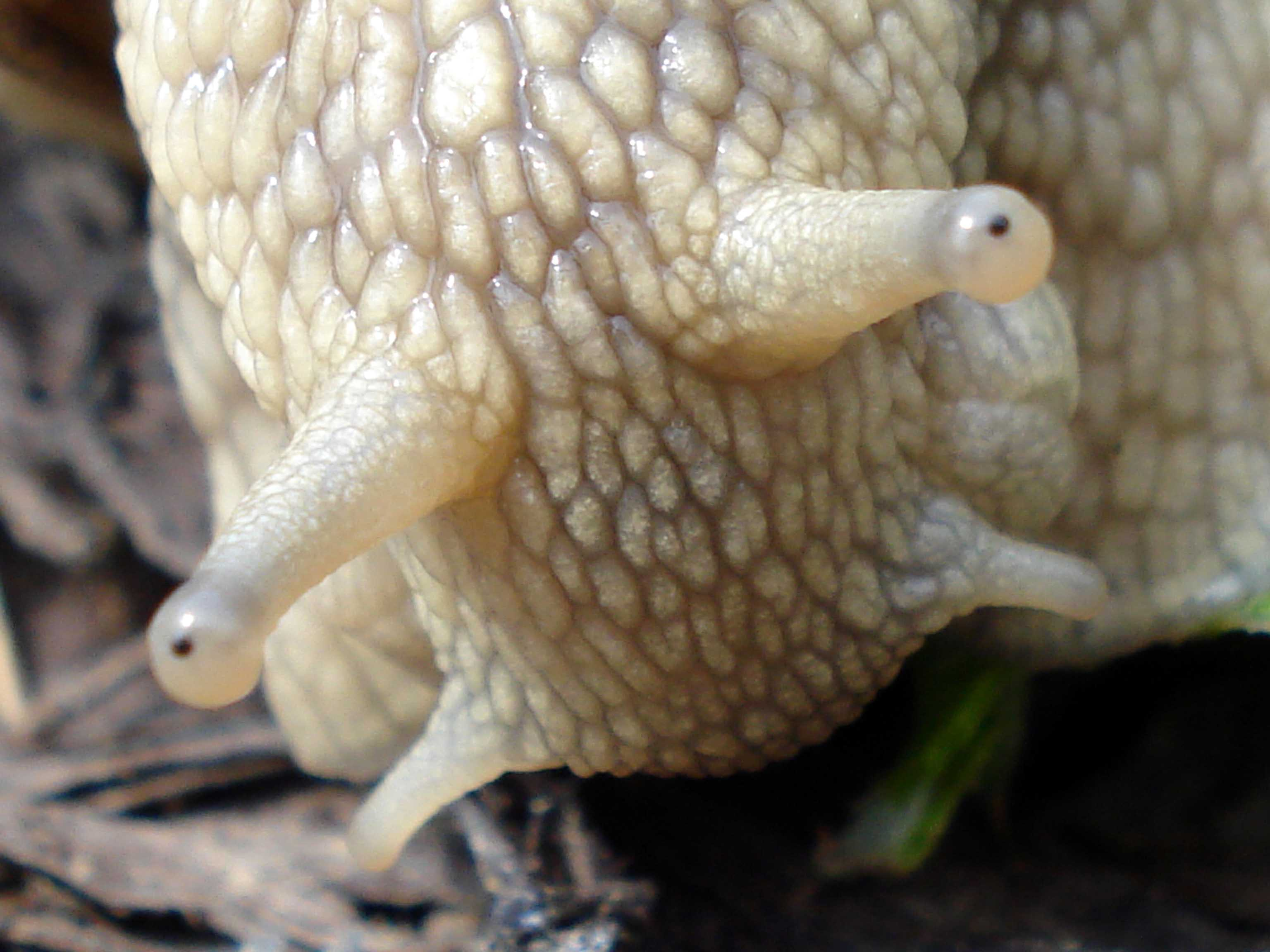
Närbild på huvudet hos en vinbergssnäcka.
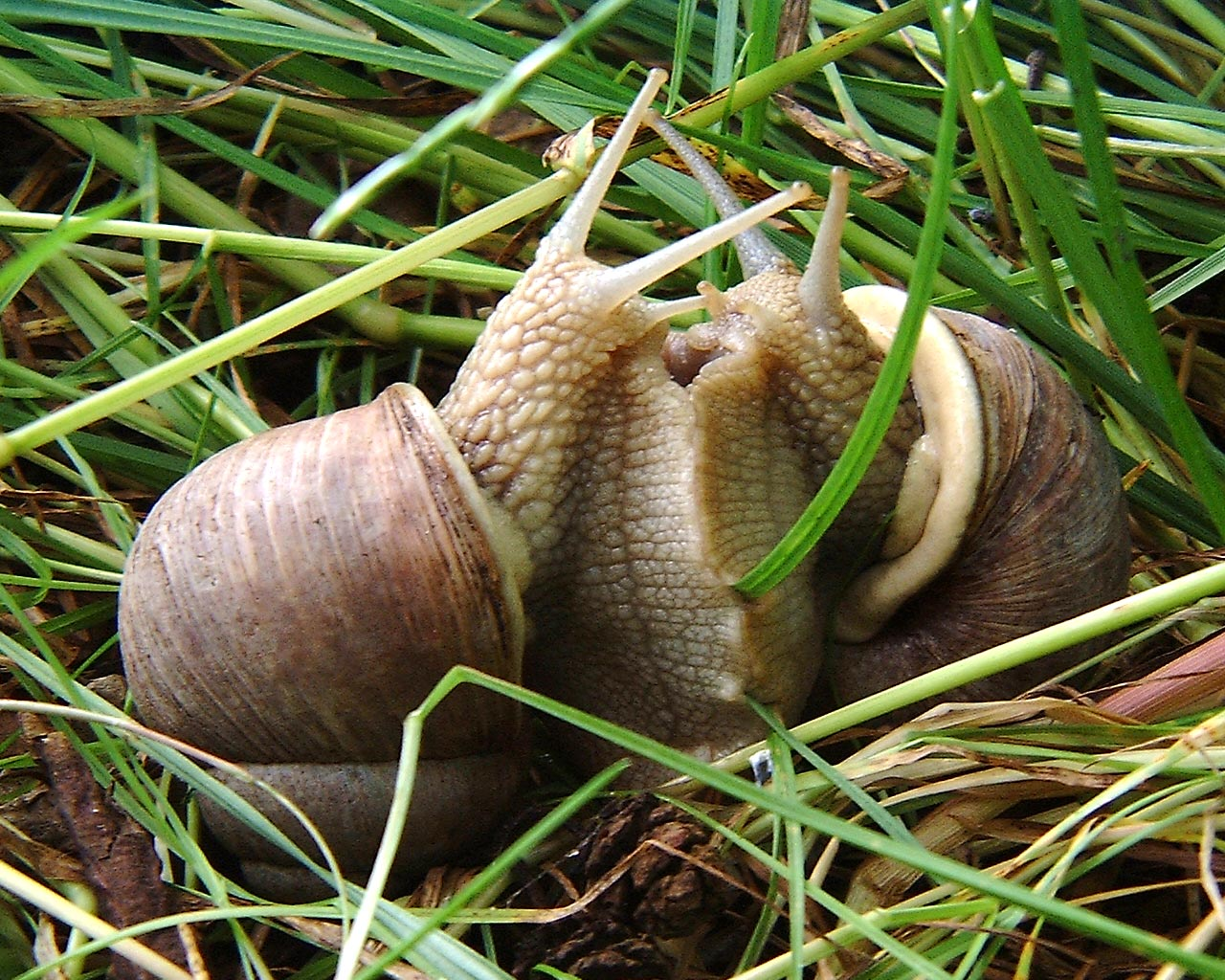
Vinbergssnäckor som parar sig.
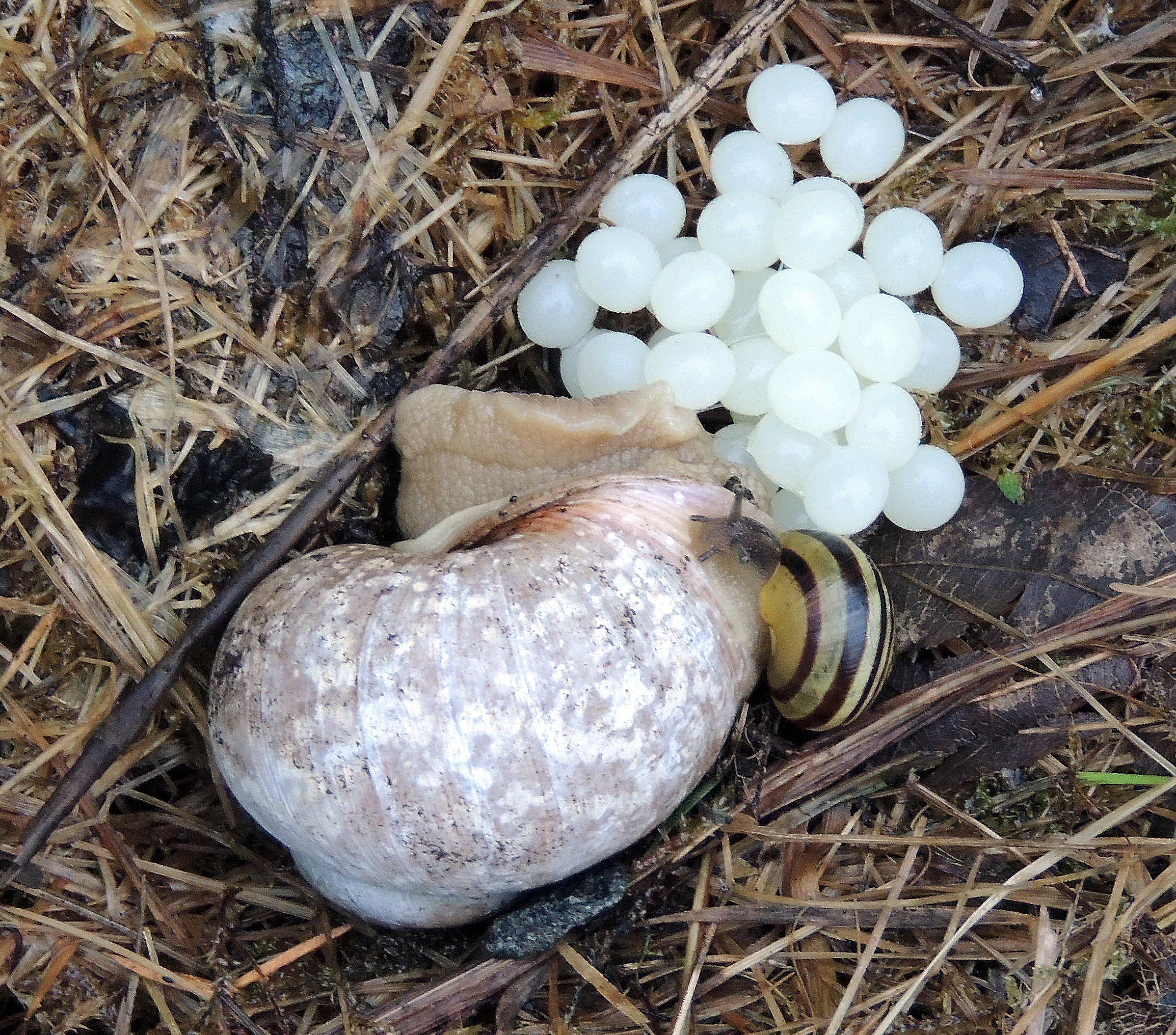
Äggläggning.
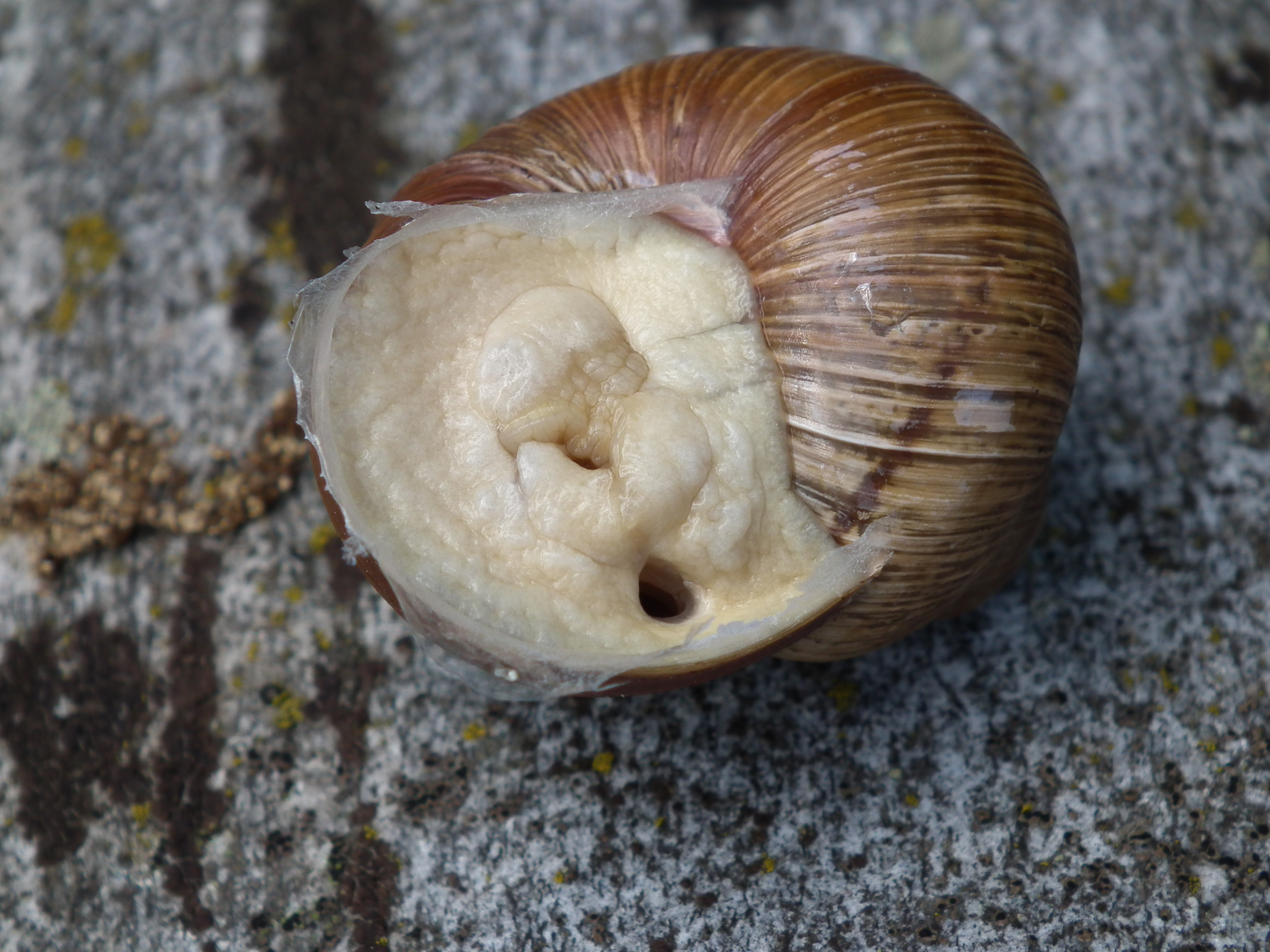
En vinbergssnäcka inkrupen i sitt skal.

## Odling
Vinbergssnäckan är ätlig och kan odlas för att ätas. Kommersiell odling av vinbergssnäckor förekommer bland annat i Frankrike, Tyskland och Schweiz, den odlas också i mindre skala i andra länder. Sveriges första escargot-farm ligger i Jonstorp utanför Vingåker.
I vilt tillstånd är vinbergssnäckan idag, trots att arten inte är direkt utrotningshotad, mer eller mindre skyddad i många europeiska länder. Att plocka vilda snäckor är i en del områden förbjudet enligt lag och att plocka vilda snäckor som föda faller till exempel inte in under allemansrätten, utan markägares tillstånd krävs alltid. Att äta vilda snäckor rekommenderas dock inte, därför att det påverkar de vilda bestånden negativt (många lokala bestånd kan vara små) och för att snäckor kan vara värddjur för inälvsparasiter som även kan infektera människor. Ska man äta snäckor är det även viktigt att snäckorna kommer från en giftfri miljö (till exempel inte är plockade nära vägar eller besprutade åkrar). I odlingar kan man bättre kontrollera vad snäckorna äter.

## Referenser

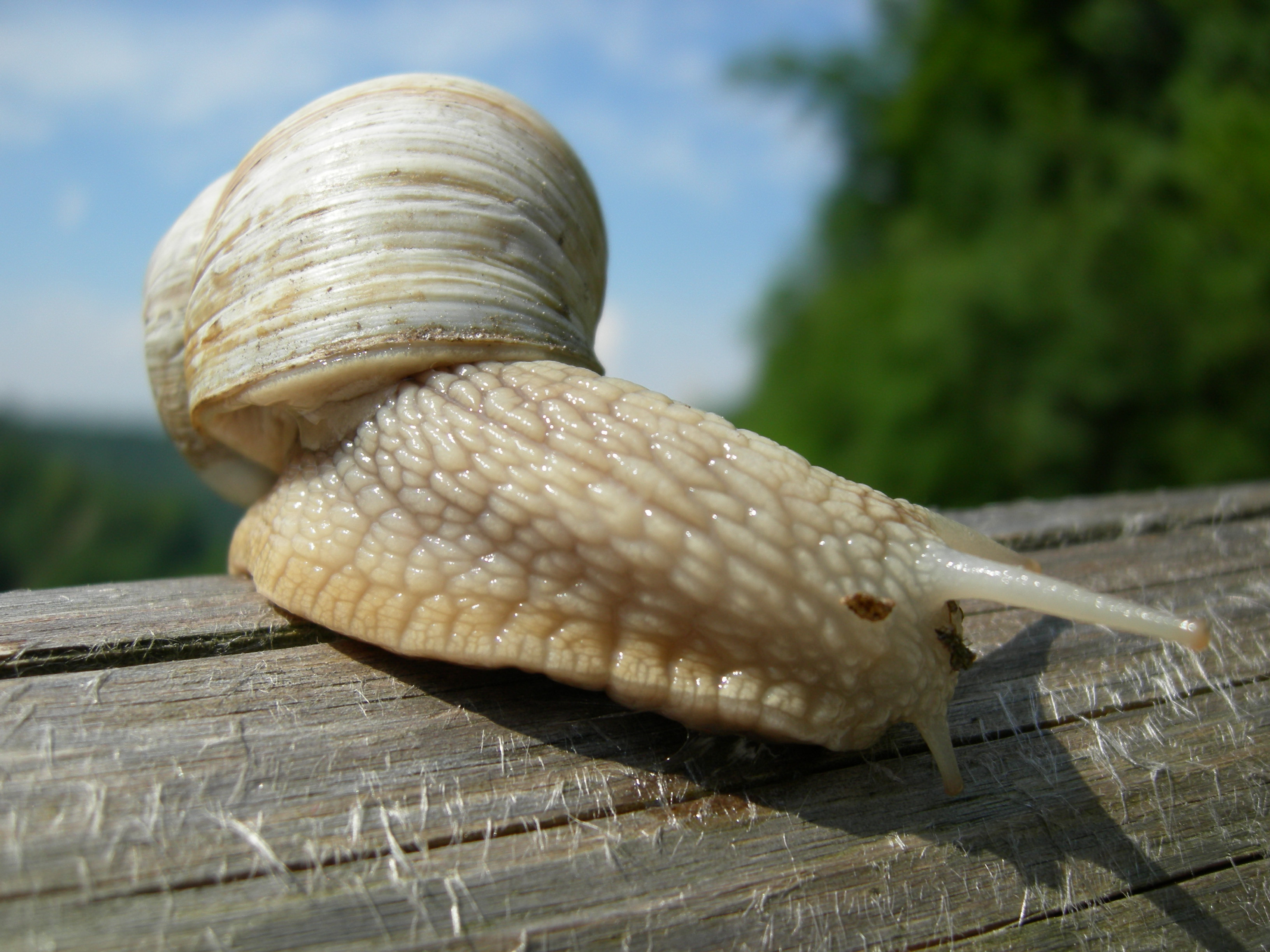
Vinbergssnäcka fotograferad i Slovenien i juni 2007.